# Robert Lewin
Robert Lewin (* 9. Mai 1920 in New York City; † 28. August 2004 in Santa Monica, Kalifornien) war ein US-amerikanischer Drehbuchautor.

## Leben
Lewin absolvierte ein Studium an der Yale University und diente während des Zweiten Weltkriegs in der US Army. Im Zuge dessen war er auch an Kämpfen in Italien beteiligt. Auf Grundlage seiner Erfahrungen in dieser Zeit verfasste er ein Drehbuch, welches in den 1950er Jahren unter dem Titel Ein Fetzen Leben verfilmt wurde. Bei der Oscarverleihung 1957 war Lewin für seine Arbeit in der Kategorie Bestes Originaldrehbuch für den Oscar nominiert. Erst ab den 1960er Jahren setzte er seine Karriere als Drehbuchautor fort und war vor allem an zahlreichen Serien beteiligt, darunter Daktari, Kung Fu und Raumschiff Enterprise – Das nächste Jahrhundert. An letzterer war er auch in den Jahren 1987/1988 als Produzent beteiligt gewesen.
Direkt nach dem Krieg hatte Lewin zunächst als Reporter gearbeitet und war dann an einer Firma für Öffentlichkeitsarbeit beteiligt gewesen. In seiner Zeit als Drehbuchautor war er an rund 30 Film- und Fernsehproduktionen beteiligt, zuletzt trat er 1988 in Erscheinung. Die Writers Guild of America zeichneten ihn 1969 und 1970 mit dem WGA-Award aus. 1979 wurde er in seiner Funktion als Produzent mit seiner Beteiligung an der Serie The Paper Chase für den Emmy nominiert.
1962 inszenierte er mit Third of a Man seinen ersten und einzigen Spielfilm.
Lewin starb an den Folgen einer Erkrankung mit Lungenkrebs.

## Filmografie (Auswahl)
- 1956: Ein Fetzen Leben (The Bold and the Brave)
- 1966: Rauchende Colts (Gunsmoke, Fernsehserie)
- 1966: Daktari (Fernsehserie)
- 1973–1974: Kung Fu (Fernsehserie)
- 1985: Es lohnt sich zu leben (A Reason to live)
- 1988: Raumschiff Enterprise – Das nächste Jahrhundert (Star Trek: The Next Generation, Fernsehserie, 4 Folgen)